# Calle Morera (Sevilla)
La calle Morera es una vía pública de la ciudad española de Sevilla.

## Descripción
La vía discurre desde la calle Macasta hasta Fray Diego de Cádiz, donde conecta con Macarena. Aparece descrita en la Noticia histórica del origen de los nombres de las calles de esta ciudad de Sevilla (1839) de Félix González de León con las siguientes palabras:

Calle de la Morera. Corresponde al cuartel D. y á la parroquia de san Julian Acaso á esta y las anteriores les daria el nombre algunas moreras que habria en ellas, pero no consta. Es corta, sin casas, terrisa y pasa de la calle de Macasta, al muro de la puerta de Córdoba.
(González de León, 1839, p. 366)